# Boufflers
Boufflers is een gemeente in het Franse departement Somme (regio Hauts-de-France) en telt 111 inwoners (2009). De plaats maakt deel uit van het arrondissement Abbeville.
Het gemeentelijk wapenschild is deze van hertog Louis-François de Boufflers, maarschalk in de tijd van de Zonnekoning.

## Geografie
De oppervlakte van Boufflers bedraagt 5,7 km², de bevolkingsdichtheid is dus 19,5 inwoners per km².
De onderstaande kaart toont de ligging van Boufflers met de belangrijkste infrastructuur en aangrenzende gemeenten.

## Demografie
Onderstaande figuur toont het verloop van het inwonertal (bron: INSEE-tellingen).